# Diocèse de Jiangmen
Le diocèse de Jiangmen (Dioecesis Chiammenensis) est un siège de l'Église catholique en république populaire de Chine, suffragant de l'archidiocèse de Canton. Il est tenu depuis 2011 par un évêque nommé par les autorités communistes et reconnu par Rome.

## Territoire
Le diocèse comprend une partie de la province de Guangdong (anciennement Kwangtung), en Chine méridionale.
Le siège est à Jiangmen (autrefois Kong Moon), où se trouve l'ancienne cathédrale du Cœur-Immaculé-de-Marie.
L'île de Sancian appartient au territoire du diocèse. C'est ici que mourut le 3 décembre 1552 saint François Xavier.

## Histoire
La préfecture apostolique de Kong Moon (orthographe à l'époque de Jiangmen) est érigée le 31  janvier 1924 par la constitution apostolique Ut aucto de Pie XI, recevant son territoire du vicariat apostolique de Shantou et confiée aux missionnaires américains de Maryknoll. Le 3 février 1927, elle est élevée au rang vicariat apostolique.
Par la constitution Quotidie Nos de Pie XII du 11 avril 1946. le vicariat est élevé au statut de diocèse suffragant de Canton. Les missionnaires sont chassés peu après la prise de pouvoir des communistes en 1949 et nombre d'églises sont fermées ou démolies, tandis que les catholiques sont persécutés. L'évêque, Mgr Paschang, est arrêté et torturé à plusieurs reprises, puis il est définitivement jugé par un tribunal populaire. Une rançon est demandée contre sa libération. Celle-ci n'intervient qu'en juin 1952 et il est expulsé vers Hong Kong. 
En 1981, les autorités communistes au sein de l'Association catholique patriotique de Chine formée par elles nomment un évêque « patriotique » Pierre-Paul Li Panshi, non reconnu par Rome. Il meurt en 2007. Ensuite, le 30 mars 2011, cette même association patriotique fait consacrer le prêtre Paul Liang Jiansen (il était « vicaire général » de Jianmen non reconnu par Rome depuis 2004) et cette fois-ci parvient à un accord avec le Saint-Siège qui le reconnaît.
Il y aurait en 2011, selon l'agence Fides, environ 20 000 fidèles dans 20 paroisses.

## Ordinaires

### Vicaires apostoliques
- James Edward Walsh M.M., 1927–1936
- Adolph John Paschang M.M., 1937–1946

### Évêques
- Adolph John Paschang M.M., 1946–1968 (emprisonné, puis expulsé en 1952)
- Sede vacante, 1968-2011
- Paul Liang Jiansen depuis le 30 mars 2011

## Notes et références

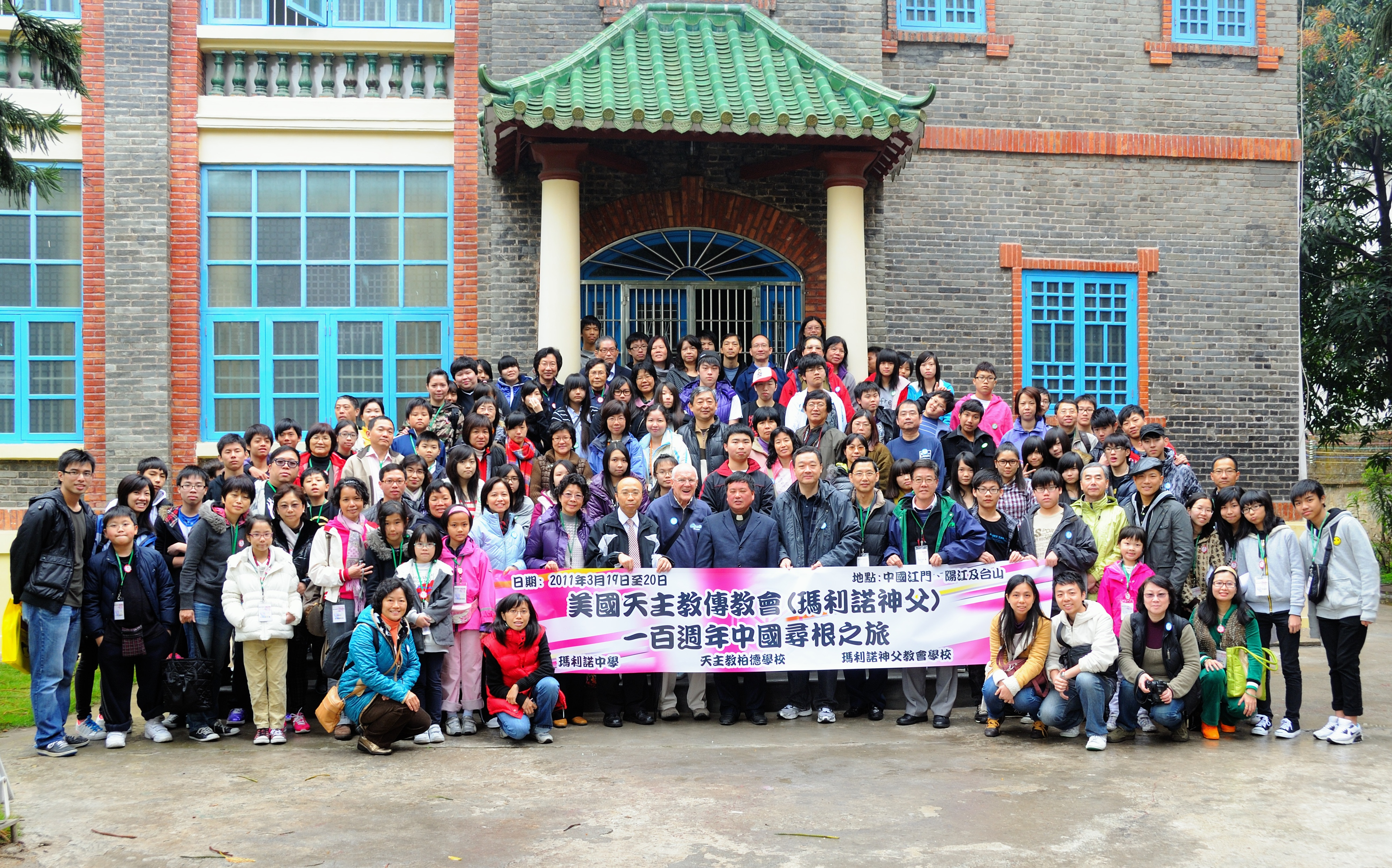
Étudiants de cinq écoles de Hong Kong de la congrégation missionnaire de Maryknoll en visite devant l'ancienne cathédrale de Jiangmen.